# Operculina riedeliana
Operculina riedeliana är en vindeväxtart som först beskrevs av Oliver, och fick sitt nu gällande namn av V. Ooststr. Operculina riedeliana ingår i släktet Operculina och familjen vindeväxter. Inga underarter finns listade i Catalogue of Life.